# Pobresa energètica
La pobresa energètica és la situació de persones que tenen un accés difícil a l'energia necessària per conduir una vida digna i sana: per cuinar, escalfar, refredar, il·luminar, comunicar….
Es distingeixen dues menes de pobresa energètica: d'un costat hi ha la pobresa doguda a l'absència de xarxes de distribució ben desenvolupades accessibles a tothom, tal com és la situació entre d'altres a l'Àfrica subsahariana i l'Àsia sud-oriental i d'un altre costat hi la situació d'una franja creixent de persones que no poden pagar les factures d'energia, una situació més comuna a Occident. Generalment, s'hi incorpora l'insuficient accés a l'aigua potable, sigui per manca de xarxa o per manca de renda.

## Pobresa energètica a Europa
A Europa, les causes principals són les rendes insuficients (sou, prestació d'atur, pensió…), la baixa qualitat de l'habitatge així com l'encariment dels lloguers i dels preus de l'energia. S'ha definit la pobresa energètica com al fet ocorregut quan una llar no pot disposar d'adients serveis energètics per un equivalent al 10% dels ingressos. La definició simplista de la pobresa en un percentatge de la renda té moltes inconvenients i una definició més consistent fa menester, car de la definició correcta depèn una reposta política eficaç que compta amb tot els factors del problema.
Les conseqüències principals de pobresa energètica en són l'endeutament, mala salut física i mental, retard escolar, desnonaments, degradació dels edificis i més emissions de CO₂ per manca d'eficiència energètica. El 2019, a l'estat espanyol 9,6% de les famílies tenien problemes de pagament de la factura d'energia i l'estat es situava en sisena posició (després Grècia, Bulgària, Romània, Croàcia i Hongria). El 2010, a Catalunya una de cada set llars tenia rebuts pendents.
A l'estat espanyol, el Ministeri per a la Transició Ecològica va publicar el 2019 el projecte d'Estrategia contra la pobresa energètica 2019-2014. S'hi prometia «establir un sistema robust de seguiment» d'aquest fenomen mitjançant quatre indicadors, amb un informe anual que s'hauria hagut de publicar «a tot tardar el 15 d'octubre de cada any». Alguns governs autonòmics han legislat per evitar el tall de subministrament de gas o electricitat, o finançar part del preu del subministrament en els mesos de més fred a les famílies més vulnerables.
El 2018, la Comissió europea va crear l'Observatori europeu de la pobresa energètica (EPOV, segons l'acrònim anglès EU Energy Poverty Observatory) que té la missió d'inventoriar el problema i les bones solucions desenvolupades a la Unió